# Мака (матакский язык)
Мака́ (Enimaca, Enimaga, Maca, Macá, Maká, Mak’á) — индейский язык, на котором говорит народ мака, который проживает в городах Вилья-Хайес и Кентукек департамента Пресиденте-Аес; в городе Комунидад-Мака (Корумба-Куэ) Центрального департамента; в Микро-Сентро департамента Альто-Парана; в городе департамента Итапуа в Парагвае.